# Giovanni Battista Velluti

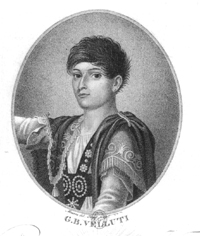
Giovanni Battista Velluti jako Decebalo w operze Trajan w Dacji Giuseppe Nicoliniego

Giovanni Battista Velluti znany też jako Giambattista Velluti (ur. 28 stycznia 1780 w  Montolmo (obecnie Corridonia), zm. 22 stycznia 1861 w Sambruson) – włoski śpiewak operowy, sopran lub mezzosopran. Był uważany za jednego z ostatnich wielkich śpiewaków kastratów. Najsłynniejsze role, które zostały skomponowane dla niego, to Arsace w operze Aurelian w Palmirze Gioacchina Rossiniego i Armando w Krucjacie w Egipcie Giacoma Meyerbeera.

## Życie i kariera
W wieku ośmiu lat Velluti został wykastrowany przez lekarza – rzekomo omyłkowo w ramach leczenia uporczywego kaszlu z wysoką gorączką. To skłoniło jego rodziców, którzy początkowo mieli inne plany co do syna, do przygotowania go do kariery muzycznej. Giambattista został wysłany do Bolonii, gdzie m.in. był uczniem Stanislaa Matteiego.
Zadebiutował we Florencji w Teatro della Pergola 26 grudnia 1800 r. jako Marek Antoniusz w operze Kleopatra Pietra Alessandra Guglielmiego. Szybko stał się bardzo popularnym śpiewakiem, dla którego kompozytorzy tworzyli partie specjalnie dla niego.
W sezonie karnawałowym 1802–1803 śpiewał w Rzymie w Teatro delle Dame śpiewał w premierach oper La vergine vestale Gioacchina Albertiniego oraz w La selvaggia del Messico Giuseppe Nicoliniego.
Nicolini szczególnie upodobał sobie współpracę z Vellutim umieszczając partie sopranowe dla niego aż w dziewięciu operach. Największy sukces odnieśli z operą Traiano in Dacia, w której kastrat śpiewał po premierze w Rzymie w lutym 1807 roku w dziewięciu różnych przedstawieniach w różnych teatrach we Włoszech. Innym kompozytorem piszącym dla Vellutiego był Stefano Pavesi, który stworzył dla niego główne role w pięciu operach. Największe sukcesy to role Oliviero w operze Celanira i Fernando w Egilda di Provenza.
Rossini skomponował dla Vellutiego rolę Arsace w Aurelian w Palmirze na sezon karnawałowy 1813–1814 w La Scali w Mediolanie. Kastrat, według Stendhala, był „u szczytu swojej młodości i talentu i był jednym z najpiękniejszych mężczyzn epoki". Być może najbardziej znana anegdota Stendhala na temat tej współpracy mówi, że Rossini – który jest właściwie znany ze swoich niezwykle wirtuozowskich partii wokalnych pełnych koloratury – tak się wściekł na improwizowane i ekspansywne ozdoby arii przez Vellutiego, że od tego czasu sam skrupulatnie pisał koloratury, nie pozwalając na wiele improwizacji śpiewakom. Velluti obciążył swą partię wariantami i dodatkami własnego pomysłu, czyniąc ją niepodobną do oryginału.
W latach 1817 i 1821 podróżował jako gość do Monachium, Wiednia i Petersburga.
Jednym z największych sukcesów kastrata była tytułowa rola Tebaldo w Tebaldo e Isolina Francesca Morlacchiego, której premiera odbyła się 4 lutego 1822 roku w Teatro La Fenice w Wenecji.  Ta opera była wystawiana w Reggio, Vicenzy, Weronie, Cremonie, Florencji, Livorno i Trieście do sierpnia 1823 roku – zawsze z Vellutim jako Tebaldo.
Być może najbardziej znana rola Giambattisty Vellutiego (obok Arsace Rossiniego) została skomponowana przez Giacoma Meyerbeera w 1824 r. Wraz z jego ostatnią i najbardziej udaną operą włoską Krucjata w Egipcie  (Il crociato in Egitto). Pierwsze przedstawienie odbyło się 7 marca 1824 r. Ponownie w Teatro La Fenice w Wenecji.
W 1825 roku Velluti udał się w podróż do Londynu, gdzie od ćwierć wieku nie widziano ani nie słyszano żadnego kastrata. Początkowy sceptycyzm, a nawet wrogość prasy i publiczności przekształciła się w życzliwość, a ostatecznie w entuzjazm, gdy wystąpił w Krucjacie w Egipcie 30 czerwca 1825 r.  W 1826 roku został nawet dyrektorem teatru, ale w 1827 roku wrócił do Włoch, gdzie ponownie zaśpiewał w Tebaldo e Isolina Morlacchiego na jesieni w Weronie.

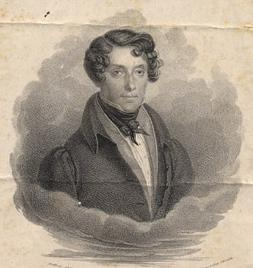
Giovanni Battista Velluti

Starzejący się Giovanni Battista Velluti pojawiał się teraz rzadko. W 1830 roku w weneckim Teatro La Fenice ponownie zaśpiewał tytułową rolę w Il conte di Lenosse, którą Nicolini napisał dla niego już w 1820 roku. Czasami błędnie podaje się, że był to jego ostatni występ. Jednak 53-letni pieśniarz występował jeszcze jako Armando w Krucjacie w Egipcie Meyerbeera w Teatro della Pergola we Florencji wiosną 1833 roku.
Po tym występie, ostatni z wielkich kastratów wycofał się do swojej willi nad brzegiem rzeki Brenta między Wenecją a Padwą, gdzie zmarł w 1861 roku w wieku prawie osiemdziesięciu jeden lat.

## Role w światowych premierach (wybór)
- Publio Cornelio Scipione w La vergwe vestale – Gioacchino Albertini (2 stycznia 1803, Rzym, Teatro delle Dame)
- Corasco w La selvaggia del Messico – Giuseppe Nicolini (arnawał 1803, Rzym, Teatro delle Dame)
- Scirone w Asteria e Teseo – Pietro Carlo Guglielmi (13 sierpnia 1803, Neapol, Teatro San Carlo)
- Partia tytułowa w Il trionfo di Davidde – Niccolò Zingarelli (Wielki Post 1805, Neapol, Teatro del Fondo)
- Ebuzio w I bacchanali di Rzyma – Stefano Pavesi (wiosna 1806, Livorno)
- Tideo w Aristodemo  – Stefano Pavesi (15 sierpnia 1807, Neapol, Teatro San Carlo)
- Decebalo w Traiano w Dacia – Giuseppe Nicolini (3 lub 7 lutego 1807, Rzym, Teatro Argentina)
- Partia tytułowa w Coriolano – Giuseppe Nicolini (26 grudnia 1808, Mediolan, Teatro alla Scala)
- Partia tytułowa w Raoul di Créqui – Johann Simon Mayr (26 grudnia 1809, Mediolan, Teatro alla Scala)
- Decebalo w Armwia  –  Stefano Pavesi (karnawał 1810, Mediolan, Teatro alla Scala)
- Medoro w Angelica e Medoro – Giuseppe Nicolini (26 grudnia 1810, Turyn, Imperial Teatro)
- Vitekindo w Carlo Magno – G. Nicolini (luty 1813, Piacenza, Teatro Nuovo)
- Partia tytułowa w Quwto Fabio – G. Nicolini (18 kwietnia 1813, Florencja, Teatro Cocomero)
- Arsace w Aurelian w Palmirze – Gioacchino Rossini (26 grudnia 1813, Mediolan, Teatro alla Scala)
- Oliviero w Celanira – Pavesi (27 maj 1815, Wenecja, Teatro San Benedetto)
- Partia tytułowae w Adolfo – G. Nicolini (23 czerwca 1815, Wenecja, Teatro San Benedetto)
- Partia tytułowa w Balduwo duca di Spoleto – G. Nicolini (15 kwietnia 1816, Wenecja, Teatro San Luca)
- Partia tytułowa w Giuseppe Nicolini Il conte di Lenosse (wiosna 1820, Triest)
- Partia tytułowa Arturo w L’eroe di Lancastro – G. Nicolini (3 lutego 1821, Turyn, Teatro Regio)
- Partia tytułowa w Andronico – Saverio Mercadante (26 grudnia 1821, Wenecja, Teatro La Fenice)
- Partia tytułowa w Tebaldo e Isolwa – Francesco Morlacchi (4 lutego 1822, Wenecja, Teatro La Fenice)
- Alfonso w Alfonso ed Elisa – Mercadante (26 grudnia 1822, Mantua, Teatro Nuovo)
- Fernando w Egilda – Pavesi (26 grudnia 1823, Wenecja, Teatro La Fenice)
- Armando d’Orville w Krucjata w Egipcie – Giacomo Meyerbeer (7 marca 1824, Wenecja, Teatro La Fenice)[3]